# Igor Cavonius
Igor Rurik Cavonius, född 4 augusti 1890 i Vasa, död 21 november 1957 i Helsingfors, var en finländsk jurist, borgmästare och svenskspråkig poet.

## Biografi
Cavonius var son till sjökaptenen Carl Justus Cavonius och Anna Leontine Lindroth. Han avlade studentexamen vid Nya svenska samskolan i Helsingfors 1910 och juridisk examen 1922. Därefter fullgjorde han auskultanttjänstgöring i hovrätten 1922 och 1924.
Han arbetade som tillförordnad stadsfiskal 1922, rättssekreterare vid Helsingfors rådstuvurätt och senare som äldre rådstuvurättsnotarie i Vasa 1924. Åren 1926–1930 var han notarie vid Högsta domstolen i Finland. Han verkade även som borgmästare i Kristinestad och därefter som advokat i Helsingfors från 1932.
Cavonius var gift från 1918 med Elin Johanna Unonius.
Utöver sin juridiska karriär publicerade Cavonius poesi. Hans dikter präglas av symbolistiska och introspektiva teman. Han debuterade med samlingen Stoft 1916 och gav ut en andra samling, Den spräckta lyran, år 1930.

## Verk
- Stoft (1916)
- Den spräckta lyran (1930)